# Albert Schuller
Albert Schuller (n. 25 decembrie 1877, Brașov, Comitatul Brașov, Austro-Ungaria – d. 27 octombrie 1948, Brașov, România) a fost un arhitect și inginer brașovean, autor al mai multor clădiri reprezentative ale orașului, precum Banca Națională Săsească și Hotelul Coroana.

## Biografie
Albert Schuller s-a născut la Brașov în data de 25 decembrie 1877, dintr-o familie de dulgheri și meșteri zidari, atestată documentar în Brașov de peste 600 de ani.
El a studiat la Școala de Construcții din Budapesta și la Universitatea Tehnică din München, obținând calificative excelente. S-a întors acasă la Brașov în anul 1903, aducând noi abordări progresiste în domeniul construcțiilor.
Albert Schuller a fost căsătorit cu Hilda Paul și a avut cinci fii și două fiice, fiul cel mai mare, Günther Schuller, fiind cel care i-a urmat în meseria de arhitect.

## Viața și activitatea
Revenit la Brașov după terminarea studiilor universitare la München, Albert Schuller și-a deschis un cabinet de proiectare, fiind un pionier în domeniul noii abordări progresiste a construcțiilor, al introducerii noilor stiluri arhitecturale, precum Art Nouveau și Jugendstil.
Printre primele sale proiecte s-a numărat Banca Națională Săsească, realizat în anul 1908 în stil Art Nouveau. Clădirea băncii pe care a proiectat-o Albert Schuller s-a integrat stilului european modern al epocii, care promova forme și structuri noi implementate imobilelor urbane. Principiile sale, spre deosebire de cele ale arhitecturii istoriciste anterioare, promovau adaptarea formei clădirii la funcția sa, pentru o utilizare cât mai rațională, mai avantajoasă și mai confortabilă, orientându-se spre construirea de clădiri utilitare, necesare societății civile moderne: hoteluri, sedii de bănci, mari magazine, etc. Noua clădire a fost concepută astfel încât să răspundă celor trei necesități ale timpului: funcționalitate, confort, estetică. În contrast cu arhitectura istoricistă, care sacrifica funcția în favoarea formei, principiul folosit aici de Schuller a fost adaptarea formei clădirii la funcția sa, fără a-i neglija, totuși, aspectul exterior.

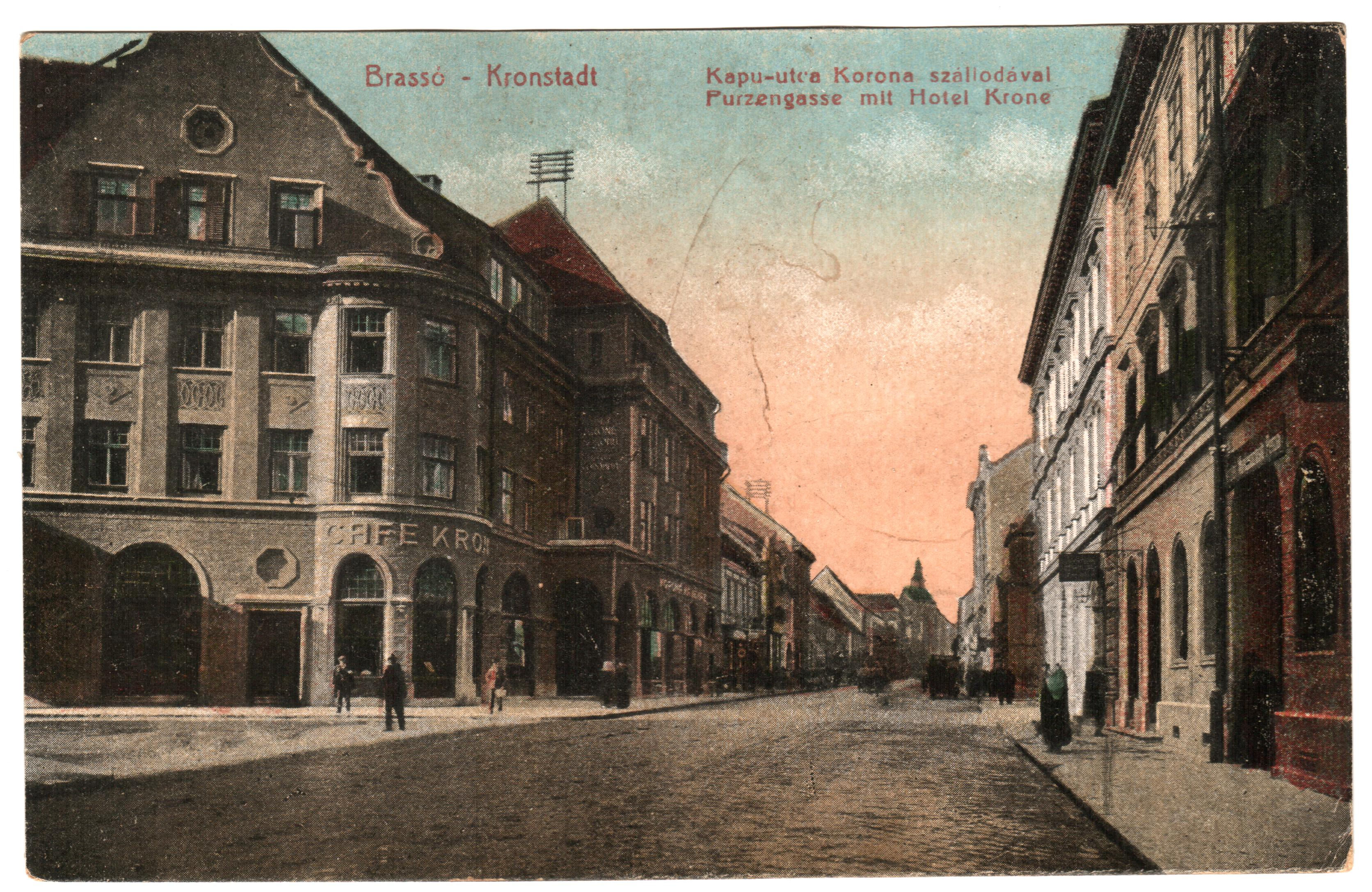
Hotelul „Krone” (Coroana)

A urmat, în anii 1909 - 1910 proiectul hotelului „Krone” (Coroana),  considerat primul hotel modern construit în Brașov, proiect realizat împreună cu arhitectul Oskar Goldschmidt. Hotelul Coroana a fost construit în stilurile Baroc și Art Nouveau, arhitectură păstrată până astăzi atât în interior, cât și la exterior. Arhitecții s-au inspirat din arhitectura caracteristică orașului München din Germania, propunând o clădire simbol care se remarca atât prin estetică, cât și prin funcționalitate.
Albert Schuller a realizat de asemenea proiecte pentru numeroase reședințe particulare, precum unele vile lângă Livada Poștei pe drumul către Poiana Brașov, casele din str. Constantin Brâncoveanu 25 și După lniște 12, palatul Spitz din strada Mureșenilor 5 sau Casa Hesshaimer de la Noua, pentru proprietarul de atunci al fabricii de ciocolată „Hess”. De asemenea el a găsit soluții inovatoare pentru renovarea și modernizarea caselor vechi din Brașov.
La sfârșitul anilor 1920, a construit, de asemenea, clădiri industriale moderne pentru vremea respectivă, precum fabrica „Nivea”, cu construcții echilibrate armonios, sau fabrica de ciocolată și bomboane „Hess”. Tot el a proiectat un nou hotel, „Höhenheim” în Poiana Brașov, primul hotel-restaurant din Poiană.
Caracteristic pentru Albert Schuller a fost îmbinarea talentului său artistic cu interesul și priceperea sa pentru problemele tehnice ale construcțiilor. Astfel, o bună parte din activitatea sa și-a dedicat-o lucrărilor de restaurare și consolidare la Biserica Neagră, începute încă din anul 1912. Prima parte a acestor lucrări a constituit-o consolidarea chorus-ului bisericii cu tiranți și elemente de beton armat. Pentru aceasta, el a conceput și proiectat un poligon articulat cu lanțuri, care a rezistat cu succes cutremurelor ulterioare din 1940 și 1977.
În perioada 1934 -1937 au fost consolidați pilonii de susținere din interiorul bisericii, a fost introdusă încălzirea cu aer cald, precum și un sistem de aerisire a zidăriei, la partea ei inferioară, pentru a elimina umezeala, și s-au montat băncile din zona centrală.
Albert Schuller, care a avut de asemenea un rol important în viața publică a Brașovului timp de decenii, a murit în data de 27 octombrie 1948.

## Galerie de imagini

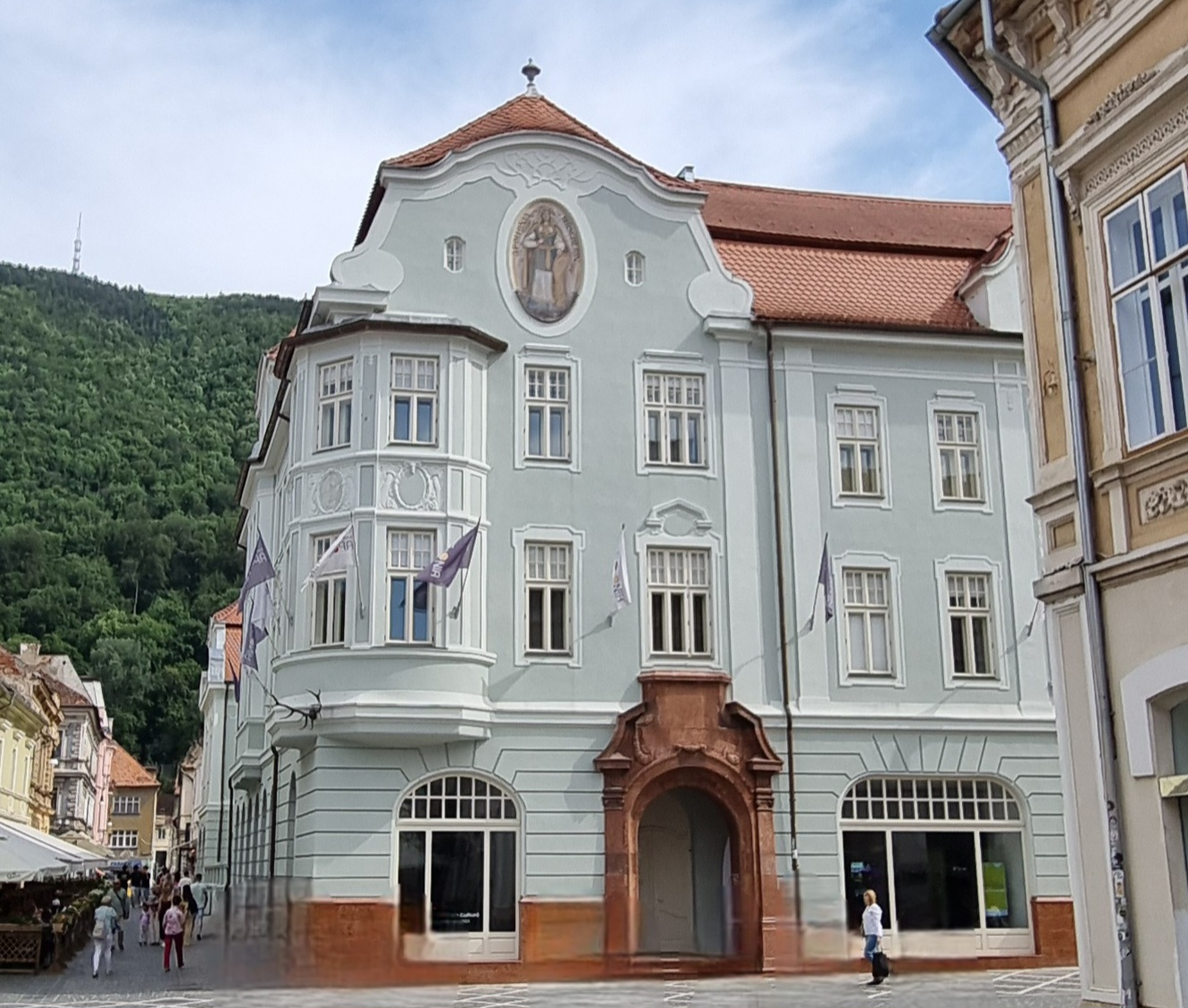
Banca Națională Săsească
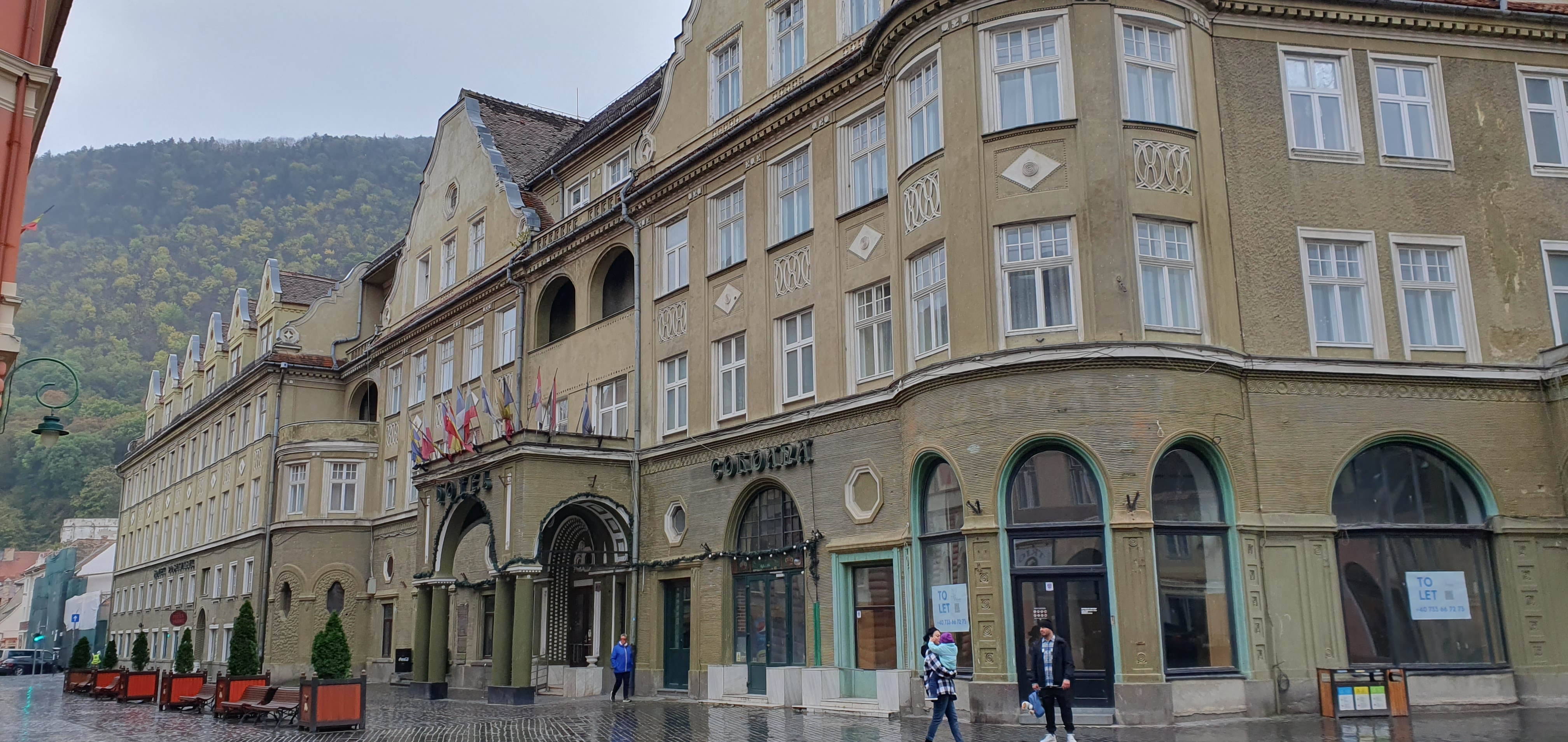
Hotelul Coroana
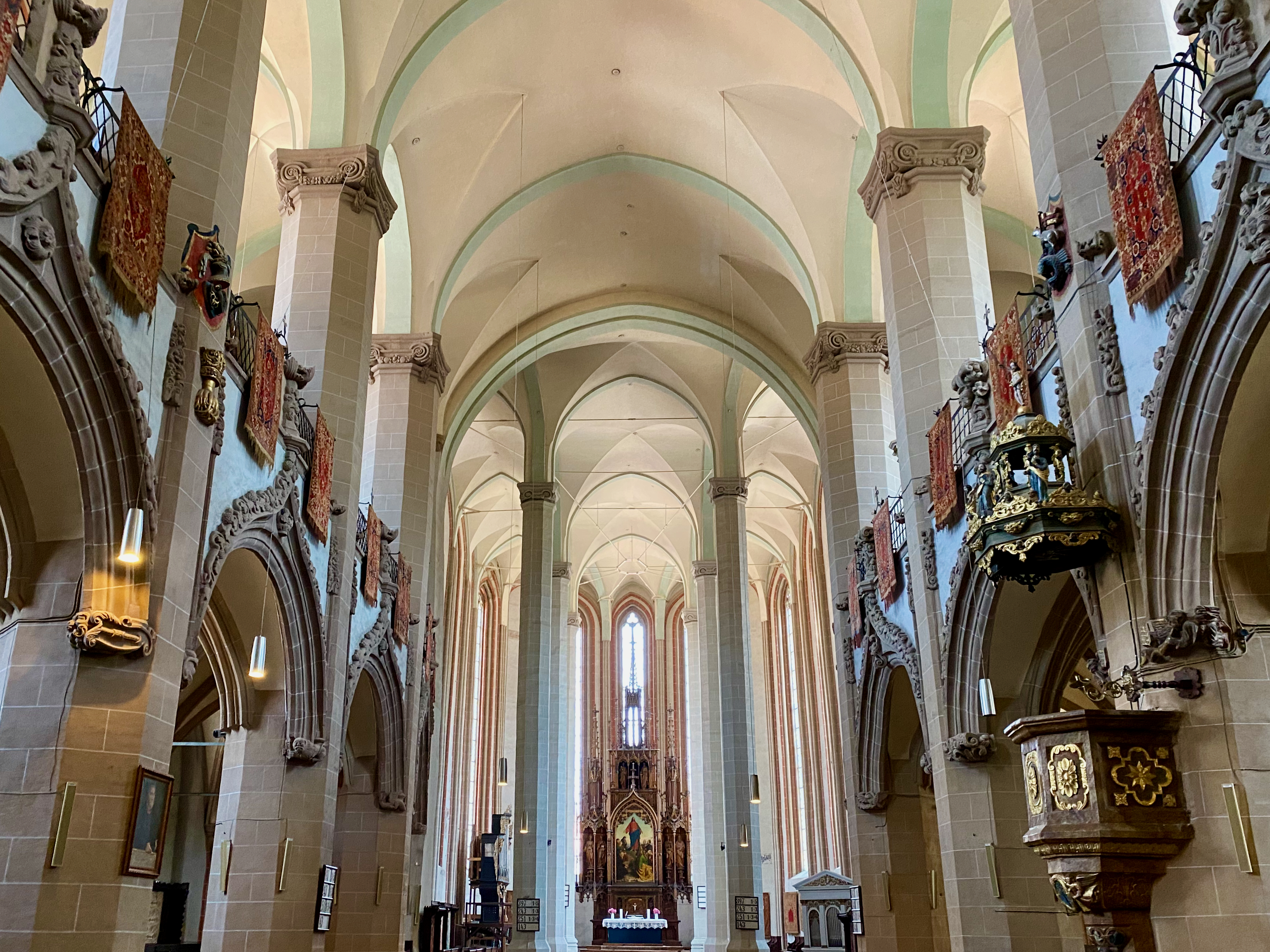
Biserica Neagră - interior
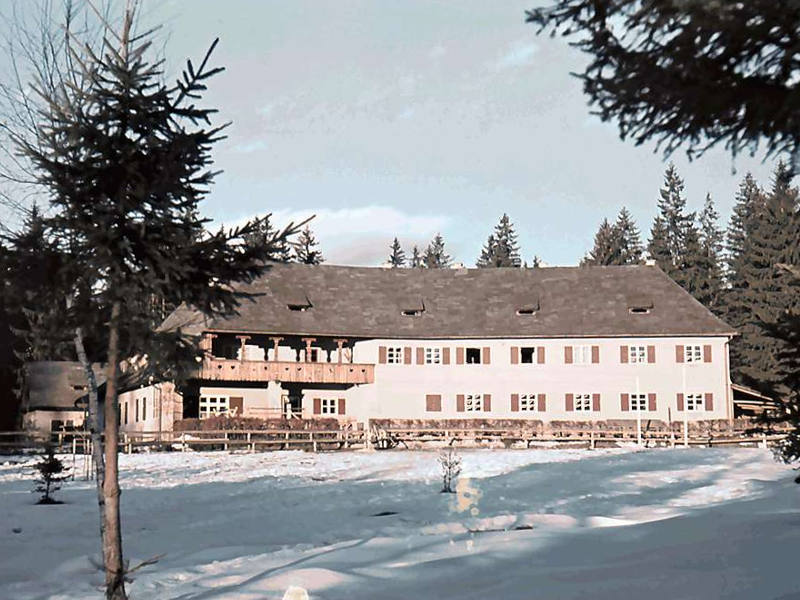
Hotelul Höhenheim din Poiana Brașov în 1940
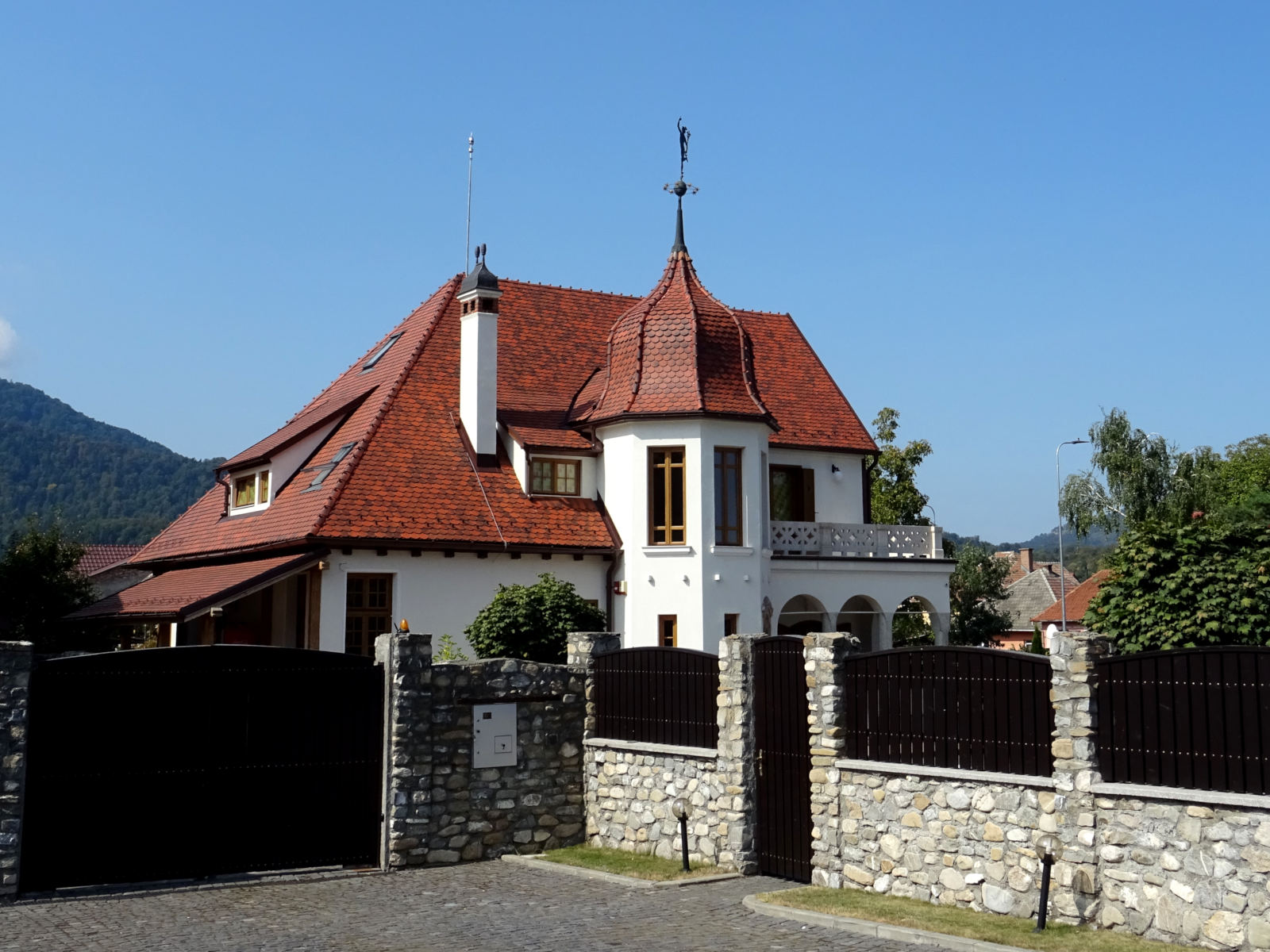
Vila Hesshaimer din Brașov (str. Lacurilor 35), recent renovată
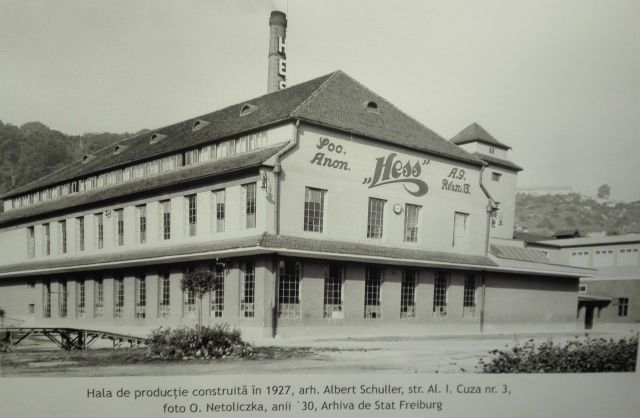
Fosta fabrică de ciocolată și bomboane „Hess”